# به سپر نزدیک شو
«به سپر نزدیک شو» تک‌آهنگی از خواننده اهل جامائیکا گریس جونز است که در سال ۱۹۸۱ میلادی منتشر شد.